# Aboudeïa (ville)
Pour les articles homonymes, voir Aboudeïa.
Aboudeïa est une ville du Tchad.
Elle est le chef-lieu du département de même nom dans la région du Salamat. La ville est desservie par un aéroport (en)
Abou-Deïa, également appelée Aboudeïa, est une ville située dans la région du Salamat, au sud-est du Tchad. Elle est le chef-lieu du département du même nom et joue un rôle administratif et culturel important dans la région.
Origine du nom et fondation
La fondation d'Abou-Deïa remonte à une période antérieure à la colonisation française. Elle est attribuée à la communauté des transhumants Woulad Rachid Amdakhach. Selon la tradition orale, un membre de cette communauté fut tué par un chef local. En compensation, la famille de la victime reçut une montagne nommée *Hadjar Abkhoura* en guise de *dia*, terme désignant une compensation matérielle ou financière versée à la famille d'une victime par l'auteur du crime. C'est de cette pratique que la ville tire son nom : "Abou Adia" signifiant "le père de la dia" [1] .
Géographie et climat
Abou-Deïa est située à environ 456 km à l'est-sud-est de N'Djamena, la capitale du Tchad. La ville se trouve à une altitude d'environ 508 mètres au-dessus du niveau de la mer. Elle est entourée par les ouadis Korom au nord et Avis à l'ouest. Le climat y est semi-aride, avec une température moyenne annuelle de 27,9 °C. Les précipitations sont concentrées entre mai et octobre, le mois d'août étant le plus pluvieux avec environ 250 mm de pluie [2] .